# Discozantaena sepiola
Discozantaena sepiola är en skalbaggsart som beskrevs av Perkins 2005. Discozantaena sepiola ingår i släktet Discozantaena och familjen vattenbrynsbaggar. Inga underarter finns listade i Catalogue of Life.